# Toompea tänav
La rue de Toompea (estonien : Toompea tänav) est une rue dans l'Arrondissement de Kesklinn à Tallinn en Estonie.

## Présentation
Toompea tänav part de la Place du Château dans la vieille ville de Tallinn et se termine au boulevard Kaarli puiestee.
La rue longe la courtine du bastion suédois, l'actuelle Lindamägi.
Sa longueur est de 405 mètres.

## Bâtiments
- Toompea tänav 1 - Maison du commandant de la forteresse de Revel ;
- Toompea tänav 3 - Église pentecôtiste de Toompea[2];
- Toompea tänav 8 - Siège de la Ligue de défense et de la Société estonienne du drapeau[3],[4];
- Toompea tänav 8b - Musée des Occupations[5];
- Toompea tänav 10 – Église Charles de Tallinn[6].

## Parcs
Le Parc aux cerfs jouxte la rue.
A proximité de la rue se trouvent le jardin du commandant, le jardin du gouverneur, le jardin du roi du Danemark et le parc Lindamägi.

## Galerie

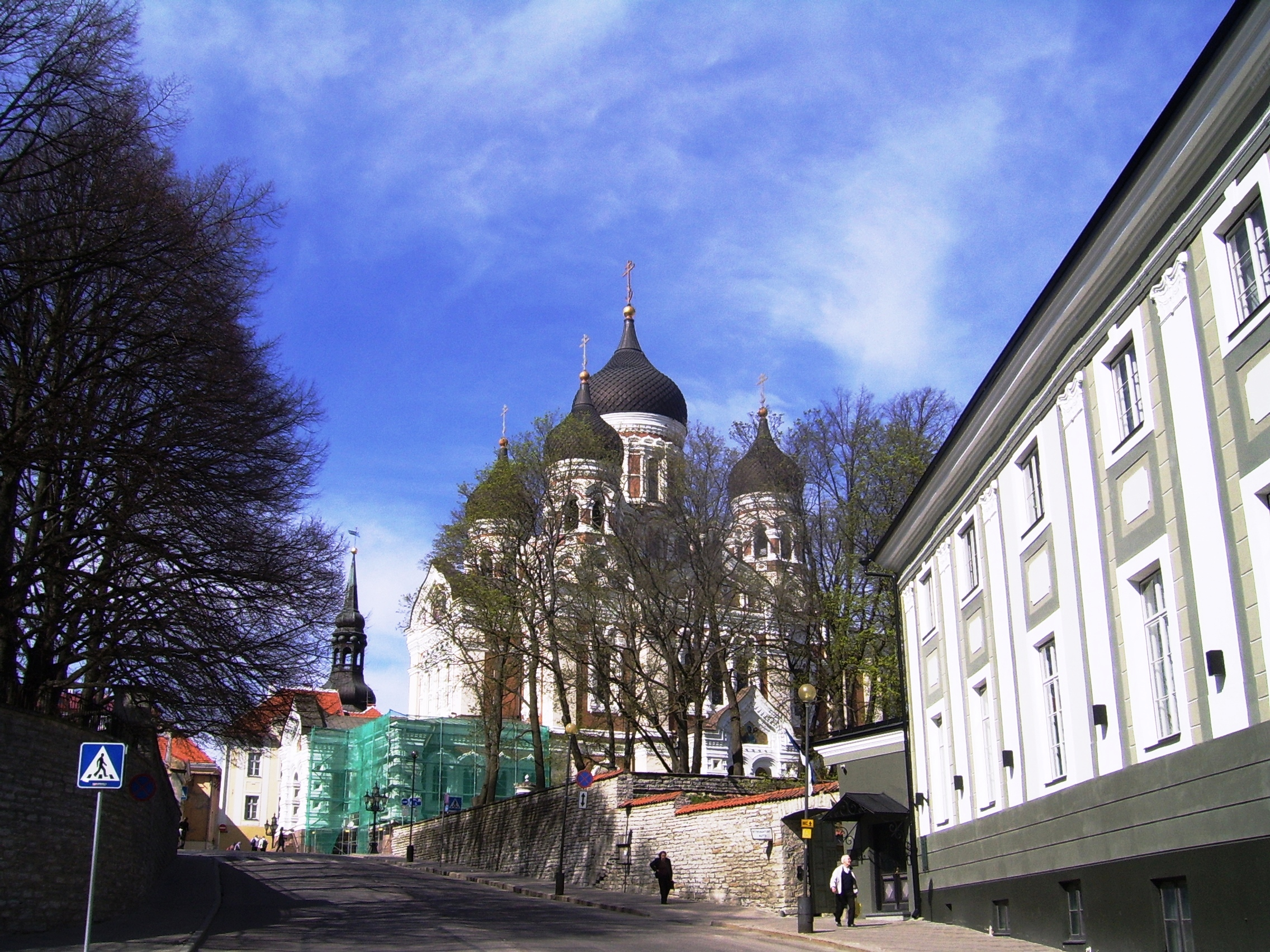
Toompea tänav.
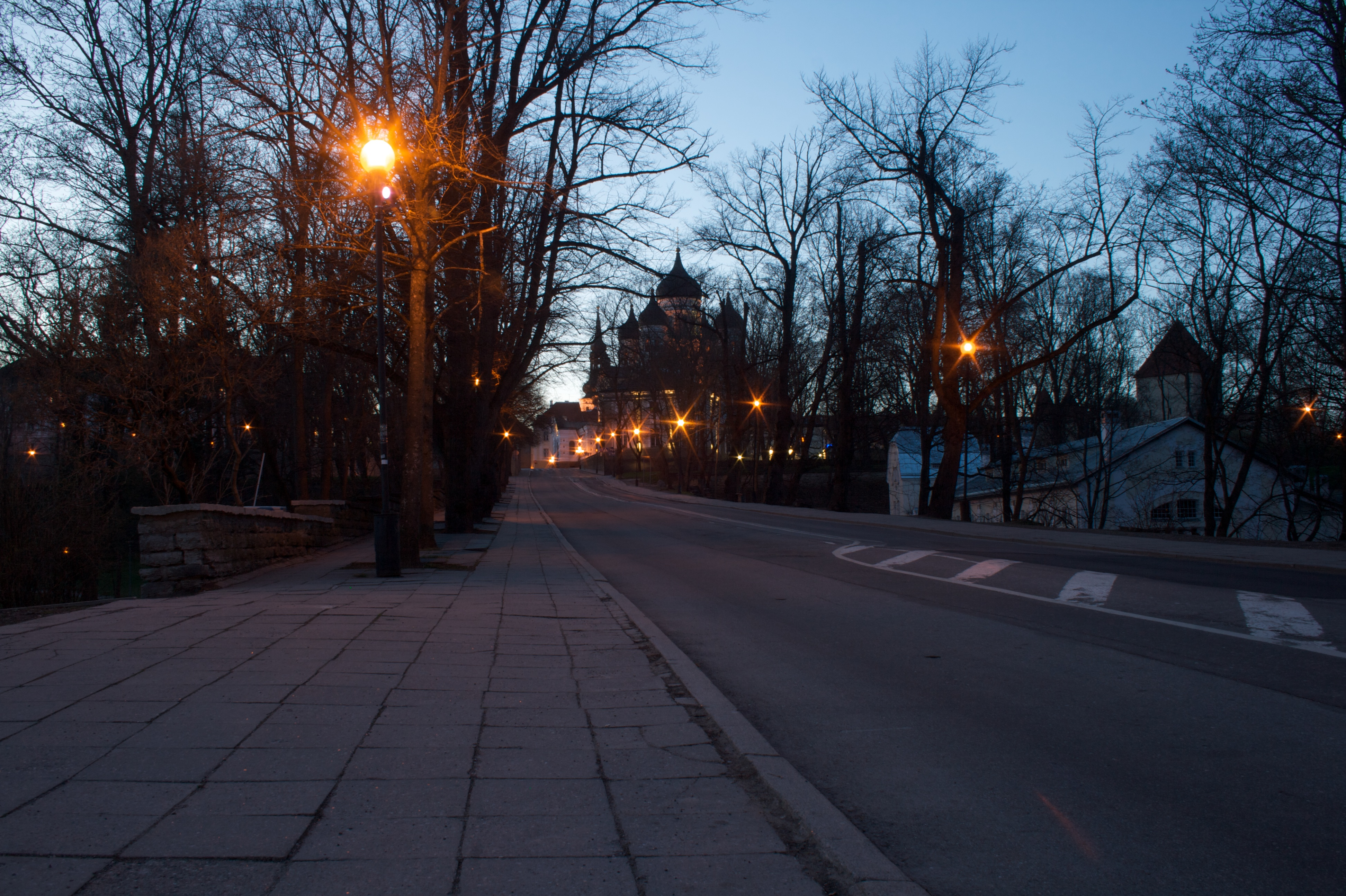
Toompea tänav.
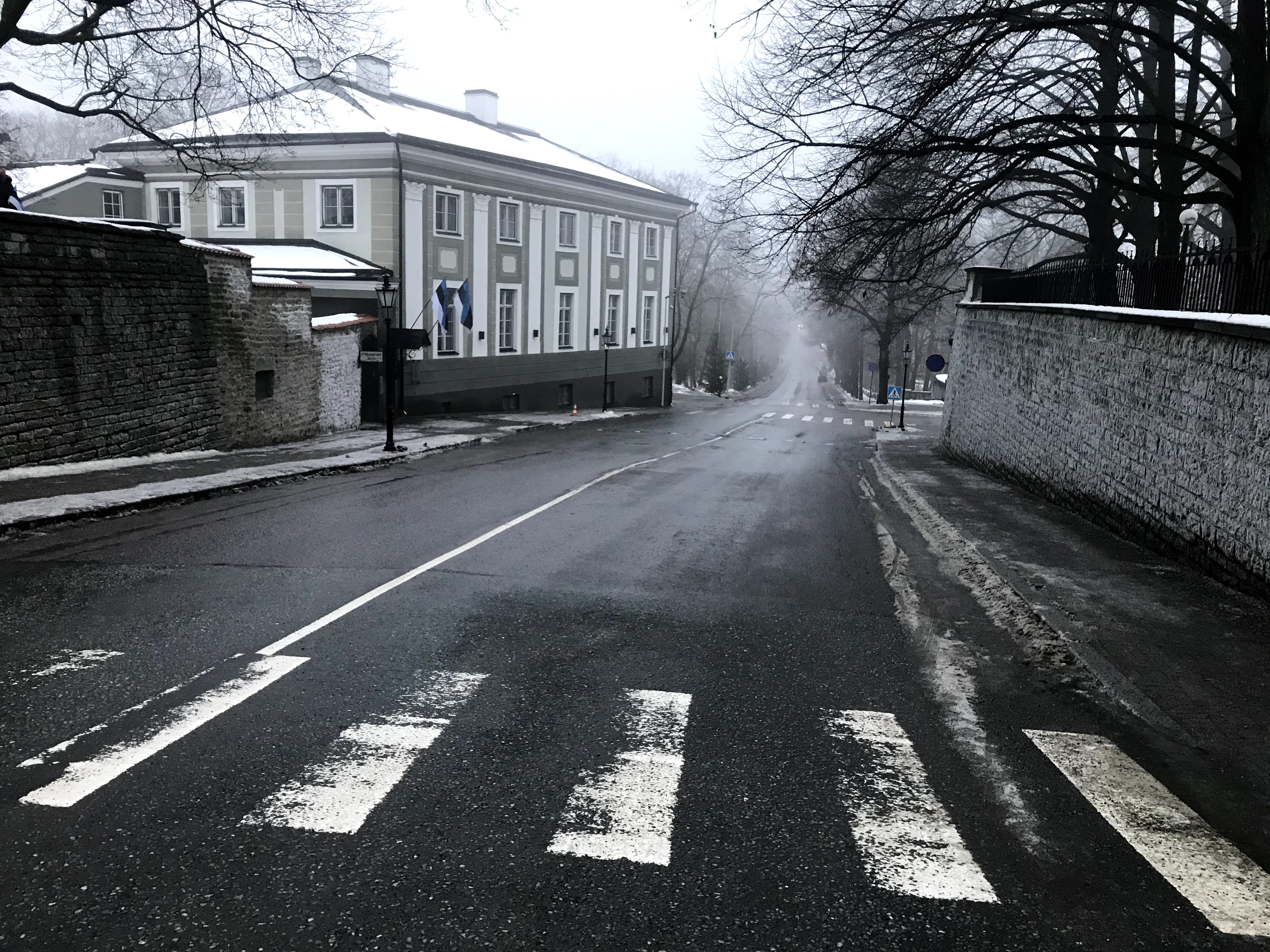
Toompea 1.
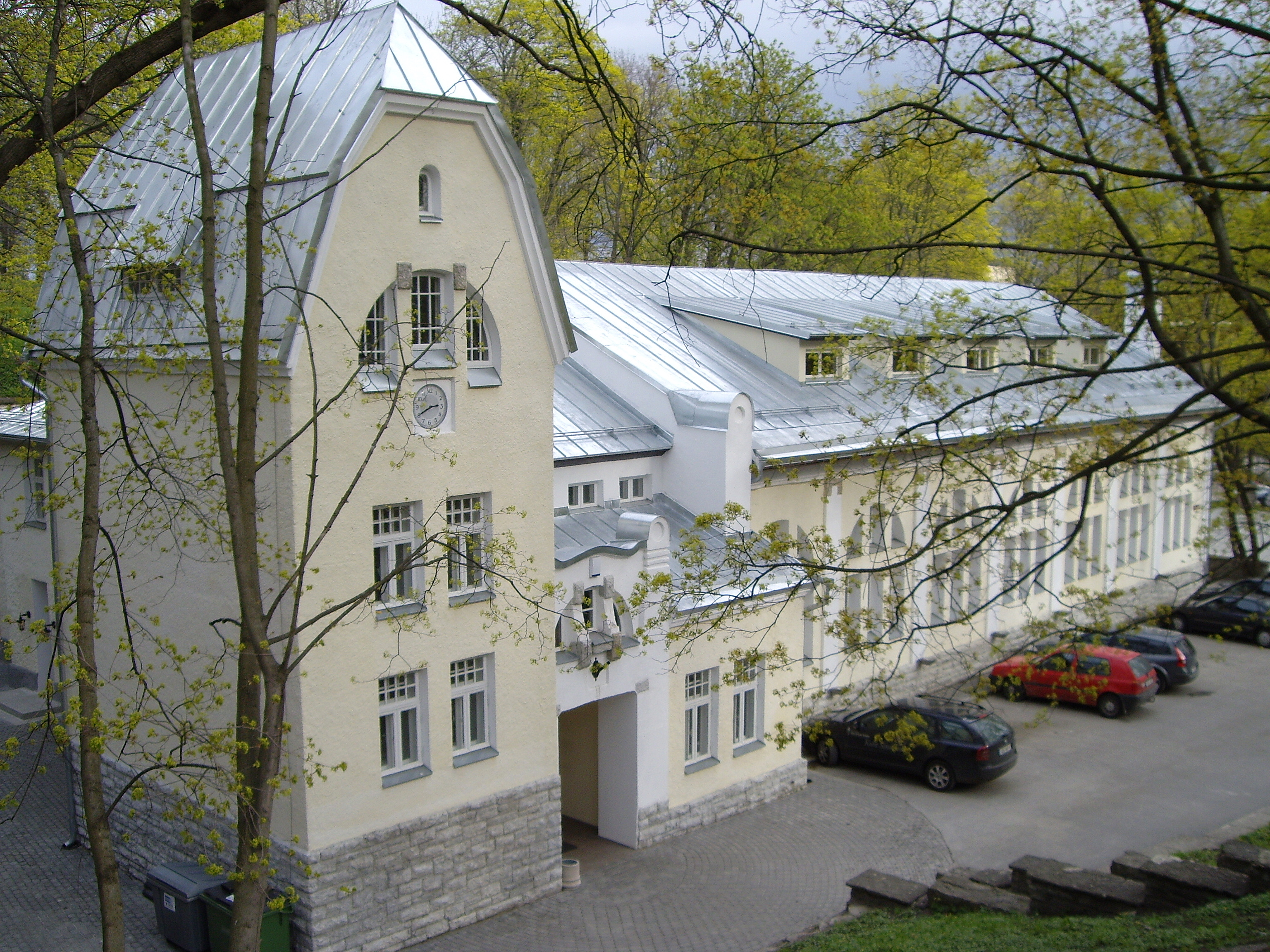
Toompea 3.